# Comic book archive
Формат файлу Comic Book Archive (або ComicBook Reader) — формат файлу архіву із зображеннями (зазвичай скановані сторінки коміксів), упакованих в один файл з метою подальшого послідовного перегляду цих зображень. Ідея формату була запропонована CDisplay, популярної програмою для перегляду сканованих коміксів, зараз цей формат підтримують багато інших програм.

## Формат
Файл формату Comic Book Archive складається з декількох графічних файлів, як правило, у форматі PNG (стиснення без втрат) або JPEG (стиснення з втратами). У файла такого формату використовуються наступні розширення:
- CBR — для створення файлу використовується програма архіватор RAR;
- CBZ — використовується ZIP;
- CB7 — використовується 7z;
- CBT — використовується TAR;
- CBA — використовується ACE;

Деякі програми при обробці файлів формату Comic Book Archive підтримують додаткову інформацію, яка так само зберігається у файлі-архіві в XML-файлі або використовують можливість коментувати Zip-архів для зберігання додаткової інформації. Зазвичай, це дані про художників або якась додаткова інформація.

## Програми
Першою програмою, що підтримує формат файлів Comic Book Archive була CDisplay. Так само для платформи Microsoft Windows розроблені програми CDisplayEx, ComicRack (можлива каталогізація коміксів), Comical, HoneyView, MangaMeeya, STDU Viewer, Sumatra PDF і Coview. Для користувачів GNOME існує Comix, програма для перегляду і каталогізації коміксів, також формат підтримується переглядачем документів Evince. Для користувачів Mac OS X є FFview, Simple Comic, і ComicBookLover.
Для створення файлів з розширенням CBZ є програма Comics2Reader.
Починаючи з версії 1.5, Sumatra PDF для Windows читає також і файли форматів CBR і CBZ.